# Helgenæs
 For alternative betydninger, se Helgenæs (flertydig). (Se også artikler, som begynder med Helgenæs)
Helgenæs er en halvø på sydsiden af Djursland syd for Mols Bjerge i Østjylland. På vestsiden ligger Begtrup Vig og på østsiden Ebeltoft Vig. Halvøen er 8 km lang målt fra Dragsmur i nord til Sletterhage Fyr i syd og 4,5 km bred. Kystlinjen er ca. 25 km lang. På østsiden af halvøen ligger Ørby Klint, hvoraf et mindre område er fredet. Højeste punkt på Helgenæs er det 99 meter høje Ellemandsbjerg, der ligger midt på den sydlige del af halvøen.
På sydsiden af Helgenæs ved Sletterhage Fyr går dybvandsruten for skibsfarten til og fra Aarhus Havn tæt forbi kysten. Cirka 8000 skibe passerer fyret på vej til og fra Aarhus Havn. Ved begivenheder som f.eks. The Tall Ships' Races, kan der være opløb ved fyret, når sejlskibe passerer tæt forbi. Fyret er i dag indrettet som museum. Om sommeren kan man komme op i fyret, samt se moderne, og historisk, maritimt navigationsudstyr. Her er også en udstilling med den lille hval, marsvinet, og andet havliv i området. Foruden en geologisk udstilling, der viser hvordan området blev dannet ved gletsjer-bevægelser under istiderne. Udstillet er også en samling vandreblokke - karakteristiske strandsten - som man kan finde langs kysterne på Helgenæs, og som hver især stammer fra en specifik forhistorisk vulkan i Norge eller Sverige, bragt til området via gletchervandringer. Disse ledeblokke kan bruges til at kortlægge ismassernes bevægelser.
Helgenæs Naturefterskole ligger på halvøen, hvor der er fokus på natur- og udendørsaktiviteter. Herunder lystfiskeri langs kysterne på Helgenæs.  Kysten mod øst og syd er en del af Natura 2000- og Habitatområde nr. 51 Begtrup Vig og kystområder ved Helgenæs.

## Draget
Den smalle tange, Draget, der skiller Helgenæs fra Vistoft Sogn er kun ca. 220 meter bred, og det menes at vikingerne har benyttet den til at trække  deres både på flækkede, fedtsmurte pæle over land for at spare den lange tur rundt om halvøen. Et arkæologiske eksperiment blev udført i juni 1996 af Vikingeskibsmuseet og Ebeltoft Museum. Under forsøget tog det de involverede ca. 30 min at trække det lille krigsskib Helge Ask over land.
På Draget ligger Dragsmur, en ca. 1 meter høj, 3 meter bred vold bestående af kampesten og jord. Fra en skriftlig indberetning af Ole Worm i 1623, fremgår det at volden skulle være opført allerede i slutningen af 1200-tallet af Marsk Stig, som dengang ejede Helgenæs, men andre mener, det kan være et ældre vildtbanehegn. I hvert fald har der ligget en kongsgård under Kalø på Helgenæs.

## Begivenheder
Ud for Helgenæs slog Magnus den Gode Svend Estridsens flåde i 1044.
Under Treårskrigen blev en del af Dragsmur befæstet for at dække general Olaf Ryes udskibning af tropperne til Fyn som optakt til Slaget ved Fredericia.
På toppen af Ryes Skanser står en mindesten, der blev afsløret i 1924. Den bærer årstallene 1849-1920 og er altså til minde om både Olaf Rye og Genforeningen i 1920.
- Kystvejen til Sletterhage Fyr og Tyskertårnet.
- Bursklint nordøst for Sletterhage Fyr på den sydøstlige del af Helgenæs
- Dragsmur i forgrunden, Ryes skanser på bakken i baggrunden